# 岳父
岳父又稱岳丈、外父、老丈人，是妻子的父亲，因張說擔任封禪史的典故，因而有泰山的別稱，又泰山為東岳，故稱岳父、岳翁。相對於岳父，女兒的丈夫則是女婿。